# Bill Parcells
Duane Charles Parcells, detto Bill (Englewood, 22 agosto 1941), è un allenatore di football americano statunitense ora ritirato che ha allenato nella National Football League (NFL) tra il 1979 e il 2006. Soprannominato "The Big Tuna", tale nome derivò da uno scherzo sul suo stato di forma fisica mentre era l'allenatore dei linebacker dei New England Patriots. È stato inserito nella Pro Football Hall of Fame nel 2013.

## Carriera professionistica
Dopo aver allenato a livello universitario, Parcells debuttò nella NFL come coordinatore difensivo dei New York Giants nel 1979, prima di passare ad allenare i linebacker dei Patriots nella stagione successiva. Tornò ai Giants come coordinatore difensivo nel 1981 e nel 1983 fu promosso a capo-allenatore. Parcells vinse due Super Bowl coi Giants, superando i Denver Broncos nel Super Bowl XXI e i Buffalo Bills nel Super Bowl XXV. Guidò inoltre i New England Patriots al Super Bowl XXXI, dove perse coi Green Bay Packers 35-21 e i New York Jets alla finale della AFC nel 1998. Dopo un secondo ritiro dalle scene, il proprietario dei Dallas Cowboys Jerry Jones lo richiamò per allenare la squadra che aveva terminato la stagione 2002 con un record di 5-11. Parcells allenò quattro anni i Cowboys, guidandoli ai playoff nel 2003 e nel 2006, venendo sempre eliminato però al primo turno. Annunciò il suo terzo ritiro dal football il 22 gennaio 2007 ma fece ritorno nello stesso anno come vicepresidente esecutivo dei Miami Dolphins. Lasciò tale ruolo nel settembre 2010, lavorando come consulente per la squadra fino al termine della stagione. Attualmente lavora come analista per ESPN

## Record come capo-allenatore
| Squadra    | Anno       | Stagione regolare | Stagione regolare | Stagione regolare | Stagione regolare | Playoff | Playoff | Playoff                                                |
| Squadra    | Anno       | Vinte             | Perse             | Pareggiate        | Posizione         | Vinte   | Perse   | Risultato                                              |
| ---------- | ---------- | ----------------- | ----------------- | ----------------- | ----------------- | ------- | ------- | ------------------------------------------------------ |
| NYG        | 1983       | 3                 | 12                | 1                 | 5° NFC East       | -       | -       | -                                                      |
| NYG        | 1984       | 9                 | 7                 | 0                 | 2° NFC East       | 1       | 1       | Uscì al Divisional Game contro i San Francisco 49ers   |
| NYG        | 1985       | 10                | 6                 | 0                 | 2° NFC East       | 1       | 1       | Uscì al Divisional Game contro i Chicago Bears         |
| NYG        | 1986       | 14                | 2                 | 0                 | 1° NFC East       | 3       | 0       | Vinse il Super Bowl contro i Denver Broncos            |
| NYG        | 1987       | 6                 | 9                 | 0                 | 5° NFC East       | -       | -       | -                                                      |
| NYG        | 1988       | 10                | 6                 | 0                 | 2° NFC East       | -       | -       | -                                                      |
| NYG        | 1989       | 12                | 4                 | 0                 | 1° NFC East       | 0       | 1       | Uscì al Divisional Game contro i Los Angeles Rams      |
| NYG        | 1990       | 13                | 3                 | 0                 | 1° NFC East       | 3       | 0       | Vinse il Super Bowl contro i Buffalo Bills             |
| NYG Totale | NYG Totale | 77                | 49                | 1                 | -                 | 8       | 3       | -                                                      |
| NE         | 1993       | 5                 | 11                | 0                 | 4° AFC East       | -       | -       | -                                                      |
| NE         | 1994       | 10                | 6                 | 0                 | 2° AFC East       | 0       | 1       | Uscì al Wild Card Game contro i Cleveland Browns       |
| NE         | 1995       | 6                 | 10                | 0                 | 4° AFC East       | -       | -       | -                                                      |
| NE         | 1996       | 11                | 5                 | 0                 | 1° AFC East       | 2       | 1       | Perse il Super Bowl contro i Green Bay Packers         |
| NE Totale  | NE Totale  | 32                | 32                | 0                 | -                 | 2       | 2       | -                                                      |
| NYJ        | 1997       | 9                 | 7                 | 0                 | 3° AFC East       | -       | -       | -                                                      |
| NYJ        | 1998       | 12                | 4                 | 0                 | 1° AFC East       | 1       | 1       | Uscì all'AFC Championship Game contro i Denver Broncos |
| NYJ        | 1998       | 8                 | 8                 | 0                 | 4° AFC East       | -       | -       | -                                                      |
| NYJ Totale | NYJ Totale | 29                | 19                | 0                 | -                 | 1       | 1       | -                                                      |
| DAL        | 2003       | 10                | 6                 | 0                 | 2° NFC East       | 0       | 1       | Uscì al Wild Card Game contro i Carolina Panthers      |
| DAL        | 2004       | 6                 | 10                | 0                 | 3° NFC East       | -       | -       | -                                                      |
| DAL        | 2005       | 9                 | 7                 | 0                 | 3° NFC East       | -       | -       | -                                                      |
| DAL        | 2006       | 9                 | 7                 | 0                 | 2° NFC East       | 0       | 1       | Uscì al Wild Card Game contro i Seattle Seahawks       |
| DAL Totale | DAL Totale | 34                | 30                | 0                 | -                 | 0       | 2       | -                                                      |
| Totale     | Totale     | 172               | 130               | 1                 | -                 | 11      | 8       | -                                                      |

## Palmarès
- (2) Vittorie del Super Bowl (XXI, XXV)
- (2) Allenatore dell'anno
- Formazione ideale della NFL degli anni 1990
- Pro Football Hall of Fame (classe del 2013)